# Roland Bezamat
Roland Alexandre Gaston Bezamat (* 26. Mai 1924 in Paris; † 15. Mai 2022 in Levallois-Perret) war ein französischer Radrennfahrer.

## Sportliche Laufbahn
Bezamat war Teilnehmer der Olympischen Sommerspiele 1952 in Helsinki. Im olympischen Straßenrennen schied er beim Sieg von André Noyelle aus. Die französische Mannschaft gewann in der Mannschaftswertung mit Alfred Tonello, Jacques Anquetil und Claude Rouer die Bronzemedaille.
1951 gewann Bezamat als Amateur eine Etappe der Schweden-Rundfahrt. In der Mexiko-Rundfahrt 1952 war er auf zwei Etappen erfolgreich. In Frankreich gewann er das traditionsreiche Eintagesrennen Paris–Évreux.
Von 1953 bis 1955 war er als Berufsfahrer aktiv, konnte aber keine Erfolge erzielen.